# Countdown to Extinction
Countdown to Extinction è il quinto album della band thrash metal statunitense Megadeth.
È stato pubblicato il 14 luglio 1992 dalla Capitol Records ed è uno degli album di maggiore successo del gruppo, con più di due milioni di copie vendute nei soli Stati Uniti.

## Descrizione
Dall'album sono stati estratti quattro singoli, tra cui Symphony of Destruction e Sweating Bullets, considerati tuttora alcuni dei loro maggiori successi. Il disco è stato inoltre nominato nella categoria "Miglior Performance Metal" ai Grammy Awards del 1993.
La versione rimasterizzata del 2004 comprende una traccia inedita, Crown of Worms, e le versioni demo di Symphony of Destruction, Psychotron e Countdown to Extinction. In essa è inoltre possibile ascoltare un suono di rullante totalmente differente dall'originale versione del 1992.
Nel giugno del 2017 la rivista Rolling Stone ha collocato l'album alla trentatreesima posizione dei 100 migliori album metal di tutti i tempi.

## Tracce e significato
Testi e musiche di Dave Mustaine
1. Skin o' My Teeth - 3:13 ( Secondo molti parla di un tentativo di suicidio. Dave Mustaine ha detto in interviste che il testo non parla di suicidio, ma a volte lo affermava. Altri sostengono che riguarda le tante cose folli che accadono alle rockstar e che quasi le uccidono, come overdose di droga e incidenti automobilistici).
2. Symphony of Destruction - 4:02 ( È una forte critica mossa nei confronti dei leader politici e delle dittature, accusati in particolare di condurre le persone verso la propria distruzione).
3. Architecture of Aggression - 3:34 ( Fa riferimento al dittatore Iracheno Saddam Hussein).
4. Foreclosure of a Dream - 4:17 ( Parla specificamente delle difficoltà che stavano vivendo gli agricoltori negli anni '80 a causa delle decisioni prese dell'ex presidente Ronald Reagan contro la Russia, causando il crollo dei prezzi e la diminuzione del valore dei terreni agricoli negli Stati Uniti).
5. Sweating Bullets - 5:27 ( Parla della paranoia, di problemi interiori e mentali).
6. This Was My Life - 3:42 ( Parla di una relazione d'amore finita male successa a Mustaine).
7. Countdown to Extinction - 4:16 ( È ispirata dalle preoccupazioni ambientali sul futuro del pianeta).
8. High Speed Dirt - 4:12 ( Riguarda il brivido del paracadutismo).
9. Psychotron - 4:42 ( Riguarda il personaggio dei fumetti Marvel, Deathlok).
10. Captive Honour - 4:14 ( Parla degli abusi fisici e sessuali sui detenuti).
11. Ashes in Your Mouth - 6:10 ( Parla delle conseguenze negative della guerra).

## Versione rimasterizzata
1. Skin o' My Teeth - 3:13
2. Symphony of Destruction - 4:02
3. Architecture of Aggression - 3:34
4. Foreclosure of a Dream - 4:17
5. Sweating Bullets - 5:03
6. This Was My Life - 3:42
7. Countdown to Extinction - 4:16
8. High Speed Dirt - 4:12
9. Psychotron - 4:42
10. Captive Honour - 4:14
11. Ashes in Your Mouth - 6:10
12. Crown of Worms - 3:17 *
13. Countdown to Extinction (demo) - 3:55 *
14. Symphony of Destruction (demo) - 5:29 *
15. Psychotron (demo) - 5:28 *

## Brani usati nei videogiochi
- Symphony Of Destruction compare nei videogiochi Guitar Hero, Flatout 2, WWE SmackDown! vs. RAW 2006 e infine su True Crime: Los Angeles.
- Sweating Bullets è presente nel videogioco Guitar Hero 5.

## Formazione
- Dave Mustaine - voce, chitarra
- Marty Friedman - chitarra, cori
- David Ellefson - basso, cori
- Nick Menza - batteria, cori

## Classifiche
| Classifica (1992) | Posizione massima |
| ----------------- | ----------------- |
| Australia         | 14                |
| Austria           | 12                |
| Canada            | 25                |
| Finlandia         | 5                 |
| Germania          | 15                |
| Giappone          | 6                 |
| Norvegia          | 9                 |
| Nuova Zelanda     | 5                 |
| Paesi Bassi       | 45                |
| Regno Unito       | 5                 |
| Stati Uniti       | 2                 |
| Svezia            | 10                |
| Svizzera          | 16                |